# La Argentinita

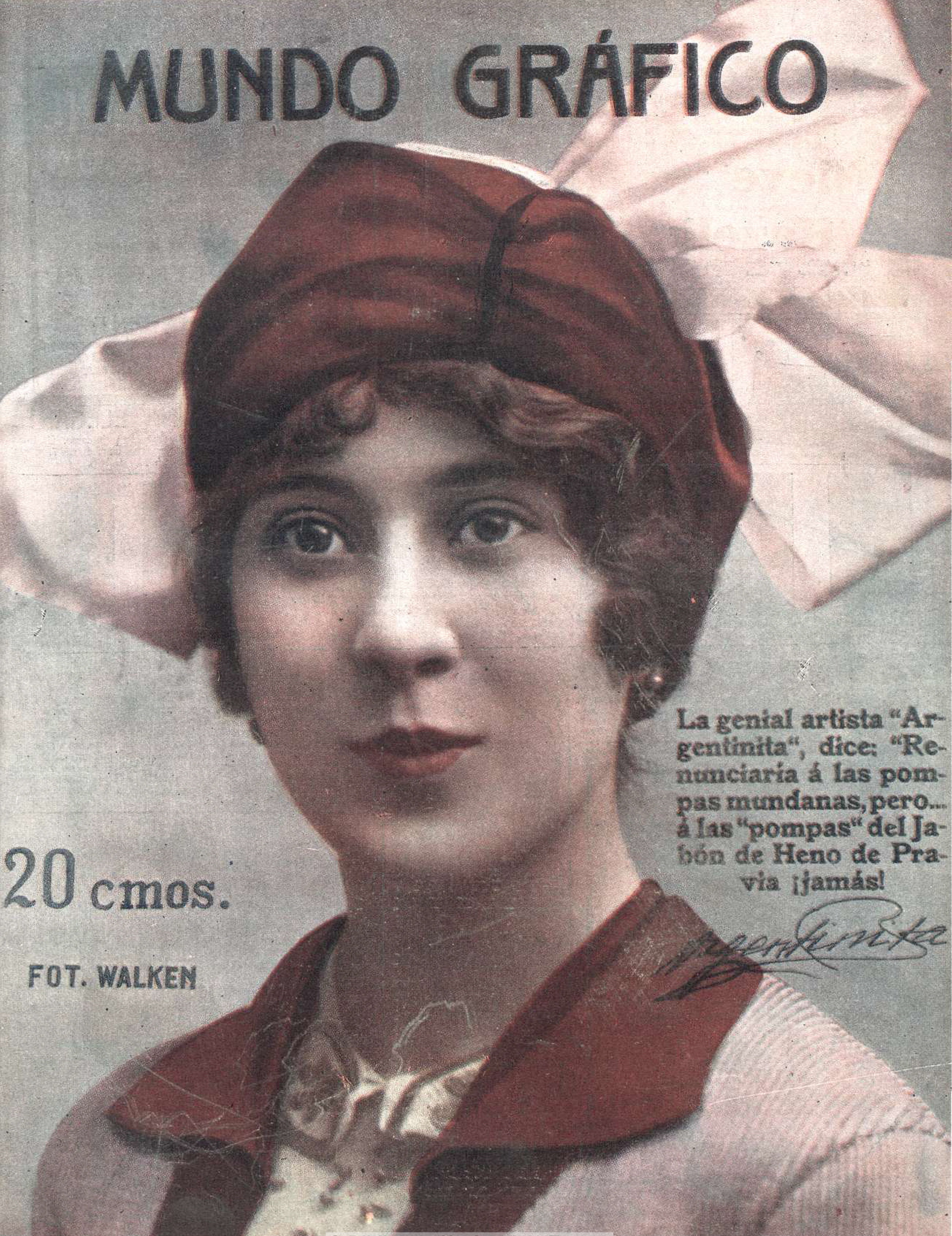
La Argentinita auf der Titelseite von Mundo Gráfico, 1916

La Argentinita, eigentlich Encarnación López Júlvez (* 25. März 1897 in Buenos Aires; † 24. September 1945 in New York), war eine argentinisch-spanische Tänzerin, Choreografin und Sängerin. Ihr Repertoire umfasste sowohl den Flamenco als auch die spanische und lateinamerikanische Folklore.

## Leben

### Kindheit
Encarnación wuchs in der Familie des Tuchhändler-Ehepaares Félix López und Dominica Júlvez auf. Die Eltern stammten aus Santibáñez de Ayllón in der Provinz Segovia und aus Calatayud. Sie hatte eine ältere Schwester namens Ángeles und eine 15 Jahre jüngere Schwester Pilar. Letztere trat häufig gemeinsam mit ihr auf und wurde ebenfalls eine bekannte Tänzerin und Choreografin.
1903 brach in Buenos Aires eine Scharlachepidemie aus, der viele Kinder zum Opfer fielen. Encarnación überstand die Krankheit, aber die Eltern entschlossen sich dennoch zur Remigration nach Spanien. Die Familie zog nach Madrid. Dort lernte Encarnación die ersten Tanzschritte. Sie tanzte im Familien- und Freundeskreis. Ihr Vater, ein begeisterter Flamenco-Anhänger, begleitete sie auf der Gitarre. Ihre Eltern ließen sie die Akademien von Manuel Fontanilla und von Julia Castelao besuchen. Anschließend nahm sie Unterricht bei Pauleta Pamies im Liceo de Barcelona. Sie lernte die Grundlagen des Flamenco und der Escuela Bolera. Mit acht Jahren hatte sie ihre ersten kommerziellen Auftritte im Teatro Circo in San Sebastián. Es folgten Auftritte in Saragossa, Valencia, Calatayud, Barcelona und Córdoba. Ihr Impresario Pardiñas gab ihr den Künstlernamen La Argentinita, in Anlehnung an das berühmte Vorbild La Argentina. Als ihr Vater meinte, dass mit Gesang wohl mehr zu verdienen sei als mit Tanz, übte die Tochter sich auch darin ein. 1909, im Alter von 12 Jahren, trat sie als „Wunderkind“ («Niña prodigio») im angesehenen Teatro Romea in Madrid auf. In den folgenden Jahren pflegte sie zwischen den Bühnen Madrids und dem nicht minder angesehenen Eldorado in Barcelona zu pendeln.

### Aufstieg zum Varieté-Star

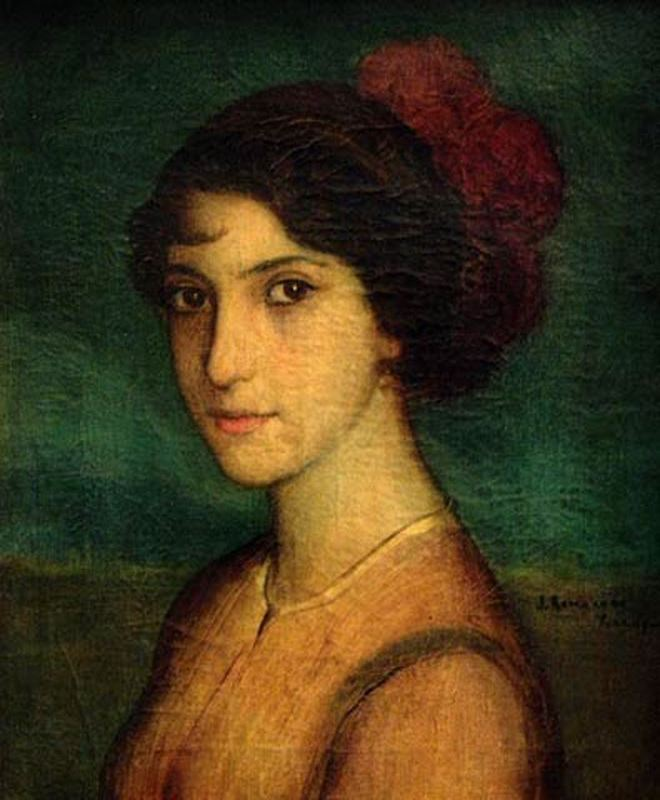
La Argentinita, Porträt von Julio Romero de Torres, 1915

1914 war sie bereits die Hauptattraktion des Programms im Romea. Sie tanzte, sang und parodierte. Das asturische Lied Mieres del Camino machte sie zu ihrer gesanglichen Glanznummer. Beim Tanz beeindruckte sie mit Bulerías, Tangos, Boleros sowie einigen Stücken von Isaac Albéniz und Enrique Granados. Ihre Parodien trugen ihr gelegentlich auch Missfallen ein. So wird berichtet, dass die von ihr parodierte Sängerin Raquel Meller eines Tages unerwartet auf der Bühne erschien und ihr eine Ohrfeige verabreichte.
1916 hatte sie ihre erste Filmrolle: In dem italienischen Stummfilm Fiore d’autunno unter der Regie von Mario Caserini trat sie als Tänzerin auf. Im selben Jahr entstanden beim Label La voz de su amo ihre ersten Schallplattenaufnahmen.
In den Jahren bis 1920 stieg sie zum Star der Varietés und zum Publikumsliebling auf. Auch die Dichter der Generación del 27 und die Kritik begeisterten sich für ihre Auftritte:

«La Argentinita nos dio a conocer nuevas cosas que, como todo lo que hace, gustaron exageradamente. (…) Cuando hay artistas como La Argentinita, no podía por menos que tenía que suceder así, y hay que ver con el acaloramiento con que se la recibe cuando sale a escena y los aplausos que cosecha en todos sus números. ¡Cómo nos complace a ver a las señoras aplaudir a su artista predilecta! (…) ¡Viva La Argentinita y ¡olé! por las empresas con gusto!»

„La Argentinita lehrte uns neue Dinge, die, wie alles, was sie tut, überaus gefielen. (…) Bei einer Künstlerin wie La Argentinita muss es so kommen, dass sie mit dieser Wärme auf der Bühne empfangen wird, und diesen Applaus für all ihre Auftritte bekommt. Wie sehr es uns gefällt, die Damen zu sehen, die ihrer geliebten Künstlerin applaudieren! (…) Viva La Argentinita und olé! für ihre geschmackvollen Darbietungen!“

1919 lernte sie den Dichter Federico García Lorca kennen. Ein Jahr später trat sie in der Hauptrolle der Mariposa in dessen erstem Theaterstück El maleficio de la mariposa auf. Im selben Jahr wurde ihr Geliebter, der Torero José Gómez Ortega, genannt Joselito el Gallo, in der Arena von Talavera de la Reina von einem Stier namens Bailaor getötet.

### Die 1920er Jahre
Nach diesem Schicksalsschlag reiste sie zurück in ihr Geburtsland und hatte in der Folgezeit Auftritte in den großen Theatern Argentiniens, Chiles, Kubas und Mexikos. In Mexiko traf sie den Torero Ignacio Sánchez Mejías wieder, den sie als Banderillero von Joselito el Gallo kennengelernt hatte.
1924 hatte sie einen Auftritt im Film Rosario de la Cortijera unter der Regie von José Buchs. Von 1922 bis 1925 entstanden bei Odeon verschiedene Platten-Aufnahmen.
Obwohl Ignacio Sánchez Mejías verheiratet war, wurden La Argentinita und er ein Liebespaar. Während dieser zunächst in Mexiko, dann in Madrid versteckt ausgelebten Liebschaft zog sie sich für drei Jahre von den Bühnen zurück. Über die Beziehung zu ihr lernte er 1927 Dichter der Generación del 27 kennen, und fand eine zweite Berufung als Schriftsteller. Sie nahm ihrerseits ihre Bühnenkarriere wieder auf und gründete die Compañía de Baile Andaluz, die sich 1932 in Ballet de Madrid und noch später in Gran Compañía de Bailes Españoles umbenannte. Mit ihrer Kompanie trat sie in Paris und Berlin auf.
1928 und 1929 produzierte La voz de su amo mit ihr erneut eine Reihe von Schallplatten-Aufnahmen, in denen sie sich als vielseitige, originelle Sängerin präsentierte. Auf zwei weiteren Aufnahmen von 1929, ebenfalls bei La voz de su amo, ist ihre Begleitung mit Kastagnetten zu zwei Stücken von Enrique Granados zu hören.

### Intermezzo in New York
1930 reiste sie in Begleitung von Ignacio Sánchez Mejías und Luis Yance nach New York, um dort in dem Broadway-Musical International Review von Lew Leslie aufzutreten. Ihr Auftritt wurde vom Publikum kühl aufgenommen, so dass sie aus dem Musical ausschied. Sie suchte ein anderes Theater und gestaltete dort ihre eigene Show, die bei Publikum und Kritik auf Begeisterung stieß.
Einen weiteren Auftritt hatte sie 1930 in der Filmrevue Paramount on Parade.

### Beiträge zum spanischen musikalischen Erbe:Canciones populares españolas,El amor brujoundCalles de Cádiz
Nach Spanien zurückgekehrt, nahm La Argentinita 1931 ein gemeinsames Projekt mit Federico García Lorca in Angriff: die Aufnahme von zehn alten Volksliedern, die der Dichter zum Teil aus alten Schriften und zum Teil direkt aus mündlicher Überlieferung gesammelt hatte. Diese Aufnahmen für La voz de su amo sang sie in ihrer eigenen Wohnung, sie selbst schlug dazu die Kastagnetten und ließ sich auf dem Klavier von Federico García Lorca begleiten. Die zehn Canciones populares españolas sind:
- Zorongo gitano
- Anda jaleo
- Sevillanas del siglo XVIII
- Los cuatro muleros
- Nana de Sevilla
- Romance Pascual de los Pelegrinitos
- En el Café de Chinitas
- Las morillas de Jaén
- Los mozos de Monleón
- Las tres Hojas

Der Kritiker Adolfo Salazar schrieb über die Aufnahmen:

«Cantadas por La Argentinita de un modo llano y natural, muy en el estilo de una mocita del pueblo, y acompañadas par García Lorca al piano de un modo curioso que hace de este instrumento el típico piano del salón familiar (…), la interpretación tiene una gracia especialísima. (……) Son deliciosas páginas de música inocente y candorosa que se dirigen a los limpios de corazón (…)»

„Gesungen von La Argentinita in einer schlichten und natürlichen Weise, ganz im Stil einer jungen Frau aus dem Volk, und begleitet von García Lorca auf dem Klavier in einer eigentümlichen Weise, die dieses Instrument zum typischen Klavier des Familiensalons macht (…), hat die Interpretation eine ganz besondere Anmut. (…) Es sind entzückende Seiten unschuldiger und ehrlicher Musik, die das reine Herz ansprechen (…)“

Die Lieder wurden populär und ein kommerzieller Erfolg. La Argentinita nahm sie in ihr Repertoire und pflegte sie bei ihren Konzerten vorzutragen. Federico García Lorca baute einige von ihnen in einige seiner Theaterstücke ein. Gemeinsam trugen sie beide die Lieder 1933 anlässlich einer Konferenz über spanische Volkslyrik im Teatro Español in Madrid vor. Während des Spanischen Bürgerkrieges wurden Anda jaleo und Los cuatro muleres beliebte Lieder der republikanischen Truppen. Nach dem Krieg versuchten die franquistischen Sieger erfolglos, die Lieder aus dem kollektiven Gedächtnis zu tilgen. In den 1950er Jahren legte La voz de su alma eine Neuaufnahme von vier der Lieder mit verschiedenen Interpreten auf. 1994 gab Audivis eine Neuaufnahme aller zehn Lieder heraus, gesungen von Carmen Linares.
Im Juni 1933 präsentierte La Argentinitas Compañía de Bailes Españoles ihre Fassung von El amor brujo von Manuel de Falla im Gran Teatro Falla in Cádiz und Teatro Español in Madrid. Sie tanzte die Rolle von Candelas und Antonio de Triana die von Carmelo. Rafael Ortega Monge tanzte die Rolle des Gespensts und ihre Schwester Pilar López Júlvez die von Lucía. Ernesto Halffter dirigierte das Orchester. Sowohl La Argentinitas innovative Biographie als auch das phantasievolle Bühnenbild waren richtungsweisend für die weitere Entwicklung des Flamenco.
Das weitere Programm der Kompanie im Teatro Español bestand aus der Danza V von Enrique Granados, der Jota der Müllerin aus dem Sombrero de los tres picos, einem galicischen Tanz, einer Estampa und En el Café de Chinitas aus den Canciones populares. Im zweiten Teil der Vorstellung wurden die Stücke Las calles de Cádiz und Nochebuena en Jerez aufgeführt. Produzent dieses zweiten Teils war, unter dem Pseudonym Jiménez Chávarri, Ignacio Sánchez Mejías. Eine Epoche später, 1988, charakterisierten Romualdo Molina und Miguel Espín Las calles de Cádiz folgendermaßen:

«Era una estampa lírico-coreográfica de un Cádiz en trance de desaparición, con los últimos tipos característicos, algunos de los cuales (…) habían sido arrancados de la misma realidad y llevados al escenario; por primera vez se presentaba un cuerpo de baile flamenco; seis bailaoras hacían las alegrías con su propia personalidad, su bata de cola de distinto color, todas a un tiempo, cosa nunca vista (…); luego, números de tangos, el romancillo de Lorca ‹los reyes de la Baraja› metido por bulerías y bailado por un corro de gitanitos; los Pregones del camaronero y la florista, el tango de la hija de Villacampa que cantaba Encarnación.»

„Es war ein lyrisch-choreographisches Abbild eines Cádiz im Taumel des Untergangs, mit den letzten charakteristischen Typen, von denen einige (….) aus ihrer realen Welt gerissen und auf die Bühne gebracht worden waren; zum ersten Mal von einer Flamencogruppe gezeigt; sechs Tänzerinnen formten die Alegrías mit ihrer eigenen Persönlichkeit, ihrer Bata de cola in eigener Farbe, alle synchron, etwas noch nie zuvor Gesehenes (….)….); dann einige Tangos, der Romancillo von Lorca ‚los reyes de la Baraja‘, der in Bulerías gepackt und von einem Reigen junger Gitanos getanzt wurde; die Ausrufe der Garnelenverkäufer und der Floristin, der Tango der Tochter von Villacampa, den Encarnación sang.“

Anschließend ging die Kompanie mit dem Stück in Spanien auf Tournee und führte es im Théâtre des Champs-Élysées in Paris auf. Eine Dekade später führte Conchita Piquer es auf, unter Mitwirkung von La Macarrona, La Malena und La Niña de los Peines. Ignacio Sánchez Mejías blieb nicht viel Zeit, diese Triumphe zu genießen, denn im August 1934 erlitt er eine tödliche Verletzung bei einem Stierkampf, nachdem er sich gegen den Rat seiner Freunde erneut in die Arena begeben hatte. Nach diesem erneuten Verlust eines Geliebten stürzte La Argentinita sich in die Arbeit. Sie begab sie sich auf Tournee nach Südamerika und trat 1935 in New York auf.

### Bürgerkrieg und Auswanderung
Als sie im Juni 1936 nach Spanien zurückkehrte, war der Bürgerkrieg ausgebrochen. Für La Argentinita und ihre Schwester Pilar López begann eine schwere Zeit. Sie erfuhren, dass Federico García Lorca ermordet worden war. Die Zeitung Claridad publizierte auf Seite 1, dass La Argentinita sich geweigert habe, auf einer Benefizveranstaltung für verwundete Soldaten aufzutreten. Die Schwestern erlitten Repressalien durch die Obrigkeit. Mit Auftritten in den Kinos und auf den Kleinkunstbühnen Madrids versuchten sie, ihr Auskommen zu finden – ebenso wie viele andere Künstler in jener Zeit.
Unter diesen Umständen entschloss sich La Argentinita, von ihrem argentinischen Pass Gebrauch zu machen und Spanien zu verlassen. Über Alicante, Oran, Algier und Casablanca gelangten sie nach Paris. Mit einer kleinen Gruppe, bestehend aus den beiden Schwestern, dem Sänger Antonio de Triana und den Gitarristen Manolo de Huelva und Gabriel Ruiz traten sie dort auf und organisierten eine Tournee nach London, Belgien, die Schweiz und die Niederlande. 1937 lud Queen Mary sie in ihren Palast ein. Sie lernte den amerikanischen Impresario Sol Hurok kennen, der ihr den Zutritt zu New Yorker Bühnen öffnete.
1938 zeichnete sie in Paris einen Film mit einigen klassischen Alegrías auf. Im November 1938 präsentierte sie sich im Majestic Theatre erneut dem New Yorker Publikum, begleitet von ihrer Schwester, Antonio de Triana, Carlos Montoya mit der Gitarre und Rogelio Machado am Klavier. Mit ihren Tänzen, ihrem Gesang und ihren Parodien überzeugte sie das New Yorker Publikum. Da das Publikum dazu neigte, sie mit La Argentina zu verwechseln oder von ihr die gleiche Art von Darbietungen zu erwarten, hob der Kritiker John Martin hervor, dass es sich um zwei völlig unterschiedliche Künstler-Persönlichkeiten handele. Er rühmte ihre Kunstfertigkeit, Weiblichkeit, Feinfühligkeit und Natürlichkeit, frei von jeglicher Affektiertheit und großspurigem Auftrumpfen. Ferner lobte er die Reinheit ihrer Stimme sowie ihre Brillanz beim Einsatz der Kastagnetten und beim rhythmischen Einsatz ihrer Füße.
Abgesehen von einigen Tourneen nach Mexiko und einer Kurzreise nach Madrid im Jahr 1939 verließ sie New York nicht mehr.

### Letzte Jahre in New York
Ihr New Yorker Repertoire umfasste zum einen das, was sie sich im Laufe ihrer Karriere angeeignet hatte: Die Canciones populares españolas, Madrid 1890 von Federico Chueca, Stücke von Isaac Albéniz, Manuel de Falla, Enrique Granados und Tomás Bretón. Sie erweiterte es um einige Tanguillos, denen sie den Sammeltitel Tacita de plata gab, eine Malagueña, eine Farruca, einige Tangos und Bulerías. Ein viel beachteter Auftritt war jener mit Léonide Massine 1940 in der Metropolitan Opera unter dem Titel Capricho español.
Einen weiteren großer Auftritt in der Metropolitan Opera hatte sie 1943 mit dem New York Philharmonic Orchestra unter Leitung von José Iturbi. Sie tanzte zu Maurice Ravels Boléro, einige Tänze aus Georges Bizets Carmen sowie eine Neufassung von En el Café de Chinitas, in der sie die Atmosphäre in jenem malaguenischen Café cantante wiederaufleben ließ. Das Bühnenbild gestaltete Salvador Dalí. Wenige Monate später gab sie mit ihrer Kompanie eine Vorstellung vor einem Publikum von 10.000 Personen im Lewisohn Stadium.
Fern der spanischen Heimat musste sich La Argentinita die Tänzer für ihre Choreografien in Amerika suchen. So entdeckte sie José Greco und Manolo Vargas und nahm sie für ihre Kompanie unter Vertrag.
Ihren letzten Auftritt hatte La Argentinita am 28. Mai 1945 in der Metropolitan Opera. Sie wusste, dass sie unter einem Magenkrebs litt, hatte jedoch zunächst eine Operation abgelehnt. Sie tanzte das Capricho Español, ohne sich etwas anmerken zu lassen. Als es ihr immer schlechter ging, ließ sie sich schließlich doch am 5. August 1945 in die Universitätsklinik der Columbia University einliefern und operieren. Infolge der Operation erlitt sie eine Hirnthrombose, an der sie am 24. September starb. Ihr Leichnam wurde nach Madrid überführt und im Cementerio Sacramental de San Isidro beigesetzt.
Posthum verlieh ihr die spanische Regierung die Orden von Alfons dem Weisen und Isabella der Katholischen.

## Rezeption
Spanische Dichter schrieben über La Argentinita:

«Era como una pluma en el aire (…) fue preciso que la lastrara un corazón de gran amor, y su cuerpo delicioso conociera el valor estatuario de la línea y el secreto del abandono femenino y el hondo dolor humano para que (…) la hiciera reposar sobre el suelo y la convirtiera en la intérprete de los cantares hondos y las danzas flamencas, y le diera una voz cordial, aterciopelada y penetrante, sin estridencia, y una maravillosa expresión en el baile y en la copla.»

„Sie war wie eine Feder in der Luft (…) genau so, als hätte ein Herz voller Liebe sie bestärkt, und als hätte ihr entzückender Körper den angemessenen Wert der Linie und das Geheimnis weiblicher Verlassenheit und tiefer menschlicher Schmerzen gekannt, so dass (…) sie auf festem Grund ruhend die Interpretin tiefer Lieder und Flamenco-Tänze werden konnte, und ihr eine herzliche, samtige und durchdringende Stimme ohne Strenge und ein wunderbarer Ausdruck im Tanz und im Lied zu eigen war.“

«La Argentinita sabe imprimir a nuestros bailes un aspecto digno y artístico y a unir a los primores de la ejecución las sales compatibles del decoro. Su arte castizo: su braceo y su colocación conservan en todo momento la pureza de la línea que no se descompone jamás con retorcimientos monstruosos o extravagantes: es arte, es fin, de solera española que se plasma en ritmo y en melodía.»

„La Argentinita weiß, wie man unseren Tänzen einen würdigen und künstlerischen Aspekt verleiht und den Prinzipien der Ausführung die passende Würze der Verzierung hinzufügt. Ihre Kunst ist authentisch: ihre Armbewegungen und ihre Stellung bewahren in jedem Moment die Reinheit der Linie, die sich niemals in monströsen oder extravaganten Wendungen bricht: Es ist Kunst, es ist vollendet, spanische Überlieferung, die in Rhythmus und Melodie eingefangen wird.“